# Edubray Ramos
Edubray Eduar Ramos Garces (né le 19 décembre 1992 à Caracas au Venezuela) est un lanceur de relève droitier des Phillies de Philadelphie de la Ligue majeure de baseball.

## Carrière
Edubray Ramos signe son premier contrat professionnel le 25 mars 2010 avec les Cardinals de Saint-Louis pour 15 000 dollars US. Il fait ses débuts professionnels en 2010 et lance 10 matchs en Ligue d'été du Venezuela avec l'équipe recrue des Cardinals. Sa performance est désastreuse avec 23 points, dont 18 mérités, accordés en 17 manches lancées. Lorsque les Cardinals ferment leur club-école du Venezuela pour le déplacer en République dominicaine, ils ne retiennent pas Ramos, qui à 17 ans se retrouve sans contrat. Ramos ne lance pas professionnellement en 2011 et 2012, où il travaille au Venezuela pour aider sa mère financièrement. Il obtient finalement un nouveau contrat lorsqu'il est approché par les Phillies de Philadelphie, l'un des quelques clubs des Ligues majeures de baseball ayant à cette époque conservé un club affilié au Venezuela, que Ramos rejoint en 2013.
Edubray Ramos fait ses débuts dans le baseball majeur avec Philadelphie le 24 juin 2016. En 40 manches lancées lors de 42 matchs joués comme lanceur de relève à sa première année, il maintient une moyenne de points mérités de 3,83 avec 40 retraits sur des prises.